# Judge Priest
Pour plus de détails, voir Fiche technique et Distribution.
Judge Priest est un film de procès américain réalisé par John Ford, sorti en 1934.

## Synopsis
En 1890, dans une petite ville du Kentucky, le juge William Priest vit seul depuis que son épouse et ses deux enfants sont morts. Apprécié unanimement pour son humanisme, il est amené un jour à juger Bob Gillis, accusé de tentative de meurtre lors d'une rixe alors qu'il ne faisait que se défendre contre trois agresseurs armés de queues de billard. Alors qu'il vient d'ouvrir la session judiciaire, le juge Priest est contraint de se récuser après que son impartialité a été injustement mise en cause par le sénateur et procureur Horace Maydew, qui guigne sa place. La condamnation de Gillis semble acquise, mais le révérend Ashby Brand, ancien capitaine d'artillerie sudiste, va trouver le juge Priest et lui annonce qu'il a l'intention de témoigner en faveur de l'accusé. Appelé à la barre par William Priest, qui s'est associé à son neveu Jerome pour défendre Gillis, le pasteur révèle d'une part que ce dernier s'est comporté en héros dans le camp confédéré lors de la guerre de Sécession après avoir été extrait de prison où il était incarcéré à vie pour meurtre, et d'autre part qu'Ellie May Gillespie, née de père inconnue, est sa fille. Viscéralement sudiste, le jury prononce aussitôt l'acquittement de l'accusé.

## Fiche technique
- Titre : Judge Priest
- Titre original : Judge Priest
- Réalisation : John Ford

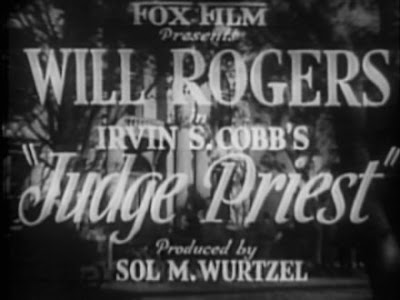
Extrait du générique du film.

- Scénario : Dudley Nichols et Lamar Trotti
- Musique : Cyril J. Mockridge
- Photographie : George Schneiderman
- Montage : Paul Weatherwax
- Producteur : Sol M. Wurtzel
- Société de production : 20th Century Studios
- Pays de production :  États-Unis
- Format : Noir et blanc — 35 mm — 1,37:1 — Son : Mono (Western Electric Noiseless Recording)
- Genre : Comédie dramatique
- Durée : 80 minutes
- Date de sortie : 1934

## Distribution
- Will Rogers : Juge William 'Billy' Priest
- Tom Brown : Jerome Priest
- Anita Louise : Ellie May Gillespie
- Henry B. Walthall : Revérend Ashby Brand
- David Landau : Bob Gillis
- Rochelle Hudson : Virginia Maydew
- Roger Imhof : Billy Gaynor
- Charley Grapewin : Sergent Jimmy Bagby
- Berton Churchill : Sénateur Horace Maydew
- Brenda Fowler : Mme Caroline Priest
- Francis Ford : Juré no 12
- Hattie McDaniel : Tante Dilsey
- Stepin Fetchit : Jeff Poindexter
- Frank Melton : Flem Tally
- Robert Parrish : Taffy Puller

Acteurs non crédités
- Si Jenks : Juré no 10
- Paul McAllister : Doc Lake
- George Reed : Serviteur

## Autour du film
- Tournage de début juin au 18 juillet 1934.
- Recettes : 900 000 $.
- Deuxième des trois films de Ford avec Will Rogers à propos duquel il déclarait : « Les gens de l'Ouest étaient comme Will Rogers. C'étaient des hommes bourrus et imparfaits, mais beaucoup étaient foncièrement doux et la plupart étaient foncièrement moraux et religieux, comme la plupart des gens qui vivent de la terre. »
- Francis Ford, le frère aîné de Ford joue dans le film.
- Le choix de Henry B. Walthall dans le rôle du révérend Brand, capitaine d'artillerie durant la guerre de Sécession n'est pas innocent. En effet, Henry B. Walthall jouait le petit colonel dans Naissance d'une nation de D. W. Griffith et cela permet d'établir un lien entre les moments les plus héroïques du film de Griffith et le récit de Brand au tribunal.
- Les Sudistes sont décrits avec une grande tendresse. Mais une scène a été coupée au montage : la tentative de lynchage de Ellie May Gillespie par ces mêmes Sudistes.
- Judge Priest est l'un des films préférés de Ford. Il en fera d'ailleurs une reprise en 1952 dans Le soleil brille pour tout le monde.